# Ed Podivinsky
Ed Podivinsky, född den 8 mars 1970 i Toronto, Kanada, är en kanadensisk utförsåkare.
Han tog OS-brons i herrarnas störtlopp i samband med de olympiska utförstävlingarna 1994 i Lillehammer.